# Foussignac
Foussignac é uma comuna francesa na região administrativa da Nova Aquitânia, no departamento de Charente. Estende-se por uma área de 15,14 km². Em 2010 a comuna tinha 654 habitantes (densidade: 43,2 hab./km²).